# 圣伊姆赖村
圣伊姆赖村（匈牙利語：Szentimrefalva）是匈牙利维斯普雷姆州所辖的一个村，总面积10.87平方公里，总人口201，人口密度18.5人/平方公里（2010年1月1日）。